# Charlie Haeger
Charles Wallis Haeger (Livonia, 19 de septiembre de 1983 - Gran Cañón, 3 de octubre de 2020) fue un jugador de béisbol profesional estadounidense. Fue uno de los pocos lanzadores de nudillos en las Grandes Ligas de Béisbol (MLB) durante su carrera. Jugó en la MLB para los Chicago White Sox, los San Diego Padres y Los Angeles Dodgers. Fue encontrado muerto por un disparo autoinfligido en el Gran Cañón el 3 de octubre de 2020, poco después del presunto asesinato de su exnovia, Danielle Breed.

## Primeros años
Haeger nació el 19 de septiembre de 1983 en Livonia, Míchigan, asistió al Detroit Catholic Central High School en Redford, Míchigan (ahora ubicada en Novi). Fue nombrado para el equipo All-Catholic en su último año en 2001, después de lanzar a un récord de victorias y derrotas de 7-2 con un promedio de carreras limpias (efectividad) de 1.88 y 101 ponches. También bateó 354 veces con 34 carreras impulsadas. Fue el lanzador ganador en el juego del campeonato estatal en su segundo año.

## Carrera como jugador

### Chicago White Sox
Los Chicago White Sox seleccionaron a Haeger en la ronda 25 del draft de 2001 de las Grandes Ligas. Hizo su debut profesional con los AZL White Sox. Se retiró brevemente para seguir una carrera en el golf después de la temporada de 2002, pero regresó en 2004. Mientras estaba en las ligas menores, aprendió a lanzar una bola de nudillos.
Haeger hizo su debut en las Grandes Ligas el 10 de mayo de 2006, en una apertura contra Los Angeles Angels. Sufrió la pérdida después de permitir seis carreras y cinco hits en 4  entradas. Haeger apareció en siete juegos para los White Sox, con un récord de 1-1. Pasó la mayor parte de la temporada con los Charlotte Knights y fue el lanzador abridor en el Juego de Estrellas de la Liga Internacional.
El 22 de julio de 2007, el lanzador de los White Sox, Jon Garland comenzó contra el lanzador de nudillos de los Boston Red Sox, Tim Wakefield. Garland fue relevado por Haeger en la quinta entrada, marcando la primera vez en años recientes que dos jugadores de nudillos se enfrentaron en el mismo juego. Wakefield consiguió la victoria cuando los Medias Rojas ganaron, 8–5.

### San Diego Padres
El 10 de septiembre de 2008, los San Diego Padres reclamaron a Haeger sin exenciones. Hizo cuatro apariciones con los Padres y no fue licitado después de la temporada, lo que lo convirtió en agente libre.

### Los Angeles Dodgers
En enero de 2009, Haeger firmó un contrato de ligas menores con Los Angeles Dodgers. Fue asignado a la AAA Albuquerque Isotopes, y lanzó lo suficientemente bien en la primera mitad de la temporada como para ganarse un lugar en el equipo All-Star de la Pacific Coast League. Los Dodgers lo llamaron el 12 de agosto e hizo su debut en el equipo como lanzador abridor el 17 de agosto contra los St. Louis Cardinals. Apareció en seis juegos para los Dodgers, tres como abridor y terminó 1-1 con efectividad de 3.32.
Haeger comenzó la temporada 2010 como el quinto abridor en la rotación de los Dodgers. Acumuló un récord de 0-4 y una efectividad de 8.40 en nueve apariciones, seis de ellas como titular, y fue designado para asignación el 25 de junio. Después de aprobar las exenciones, fue reasignado a Albuquerque. Hizo 10 aperturas para los Isotopes después de su regreso, terminando 4-3 con una efectividad de 5.70.

### Carrera posterior
Haeger firmó un contrato de ligas menores con los Seattle Mariners en noviembre de 2010 y recibió una invitación al entrenamiento de primavera. Tuvo marca de 2-2 con una efectividad de 7.74 en 9 aperturas para los Tacoma Rainiers antes de ser liberado el 15 de julio.
El 23 de julio de 2011, Haeger firmó un contrato de ligas menores con los Boston Red Sox. Hizo ocho aperturas para los AA Portland Sea Dogs, y fue 4-1 con una efectividad de 3.24. Volvió a firmar con los Red Sox después de la temporada, pero sufrió una lesión en el codo en una sesión de lanzamiento largo durante el entrenamiento de primavera. Haeger se sometió a una cirugía de Tommy John y se perdió toda la temporada 2012. Regresó a la organización de los Red Sox en 2013, lanzando para los Pawtucket Red Sox.

## Carrera como entrenador
Haeger fue entrenador de pitcheo de la Universidad Madonna en Livonia, Míchigan en 2014.
Haeger fue coordinador de pitcheo de ligas menores para la organización de los Tampa Bay Rays de 2016 a 2018 y fue nombrado entrenador de pitcheo del equipo de ligas menores AA de los Chicago Cubs, los Tennessee Smokies en 2020, pero nunca ocupó el puesto debido a que la temporada de Ligas Menores de Béisbol fue cancelada por la pandemia de COVID-19.

## Fallecimiento
El 3 de octubre de 2020, Haeger, de 37 años, fue encontrado muerto por una herida de bala autoinfligida en un sendero a lo largo del borde sur del Gran Cañón. Era sospechoso de la muerte a tiros de su exnovia de 34 años el día anterior en Scottsdale, Arizona.